# هنري إف. ديموك
هنري إف. ديموك (بالإنجليزية: Henry F. Dimock)‏ هو محامي أمريكي، ولد في 28 مارس 1842 في ساوث كوفنتري في الولايات المتحدة، وتوفي في 10 أبريل 1911 في نيويورك في الولايات المتحدة.